# Amzacea
Amzacea község Romániába, Dobrudzsa vidékén, Constanța megye délkeleti részén. A hozzá tartozó települések: Casicea és General Scărișoreanu.

## Fekvése
A település az ország délkeleti részén található, Konstancától harmincöt kilométerre délnyugatra, a legközelebbi várostól, Mangaliától huszonnégy kilométerre északnyugatra.

## Története
A település régi török neve Hamzaça vagy Amzaça.

## Lakossága
A nemzetiségi megoszlás a következő:
| 2002      | 2002 | 2002   |
| --------- | ---- | ------ |
| Románok   | 2346 | 87,08% |
| Törökök   | 195  | 7,23%  |
| Tatárok   | 136  | 5,04%  |
| Romák     | 7    | 0,25%  |
| Lipovánok | 5    | 0,18%  |
| Magyarok  | 4    | 0,14%  |
| Szlovákok | 1    | 0,03%  |
| Összesen  | 2694 | 100,0% |